# 五甲 (高雄市)
五甲，是臺灣高雄市鳳山區的一個傳統地域名稱，位於該區西南端。相較於今日行政區，其範圍大致包括福興里、五福里、福祥里、福誠里、龍成里、鎮南里、天興里、南和里、保安里、二甲里、大德里不含東南端、南成里不含東北端、富榮里西北角及西南端、富甲里不含東南端、善美里西南部，以及前鎮區的瑞平里西南半部不含西北角、瑞祥里東南部。 

## 地名
鳳山五甲地區已開發三百多年。開發的起源，可追溯至明鄭永曆十五年（西元1661年），鄭成功在登陸鹿耳門後，派遣許多軍人南下屯田，據說本地共得一犁之地，即五甲之地，故稱「五甲」，漸有大批福建漳州漳浦移民，渡來墾殖。
1970年代，臨近的高雄市前鎮地區設立加工出口區，外來人口大量湧入五甲地區，建商大量建屋。2010年五都改制，鳳山改隸高雄市。

## 歷史
台灣清治末期至日治初期，五甲地區為一街庄，稱為「五甲庄」，隸屬於大竹里。昔日該庄西北與前鎮庄為鄰，北與籬仔內庄為鄰，東與七老爺庄為鄰，東南與鳳山上里的過埤仔庄、中大厝庄隔溪為界，南邊及西南邊隔埤塘及溪流與鳳山下里的二苓庄、佛公庄、草衙庄為界。
1901年11月，該庄隸屬於鳳山廳。1909年10月，改隸屬於臺南廳。1920年，該庄改制為「五甲」大字，隸屬於高雄州鳳山郡鳳山街。大字下有「五甲」、「牛寮」小字名。
戰後鳳山街改制為鳳山鎮，隸屬於高雄縣，大字亦改制為里。1972年7月1日，鳳山鎮因人口突破十萬而改制為鳳山市。2010年12月25日，高雄縣市合併，原高雄縣鳳山市改制為高雄市鳳山區。

## 聚落
本地區發展較早的聚落有五甲、牛藔、埤岸腳等，在日治期初期的官方地圖上已有記載。

## 交通

### 國道
- 中山高速公路五甲系統交流道

### 公車
- 紅10
- 紅11
- 橘12
- 黃2
- 8505
- 25
- 83

### 鐵路

#### 高雄捷運紅線
- 捷運前鎮高中站（在草衙範圍內，臨近五甲）

#### 高雄捷運黃線
- 捷運前鎮高中站（興建中）
- 捷運龍成宮站（興建中）
- 捷運五甲站（興建中）
- 捷運七老爺站（興建中）

## 購物與生活

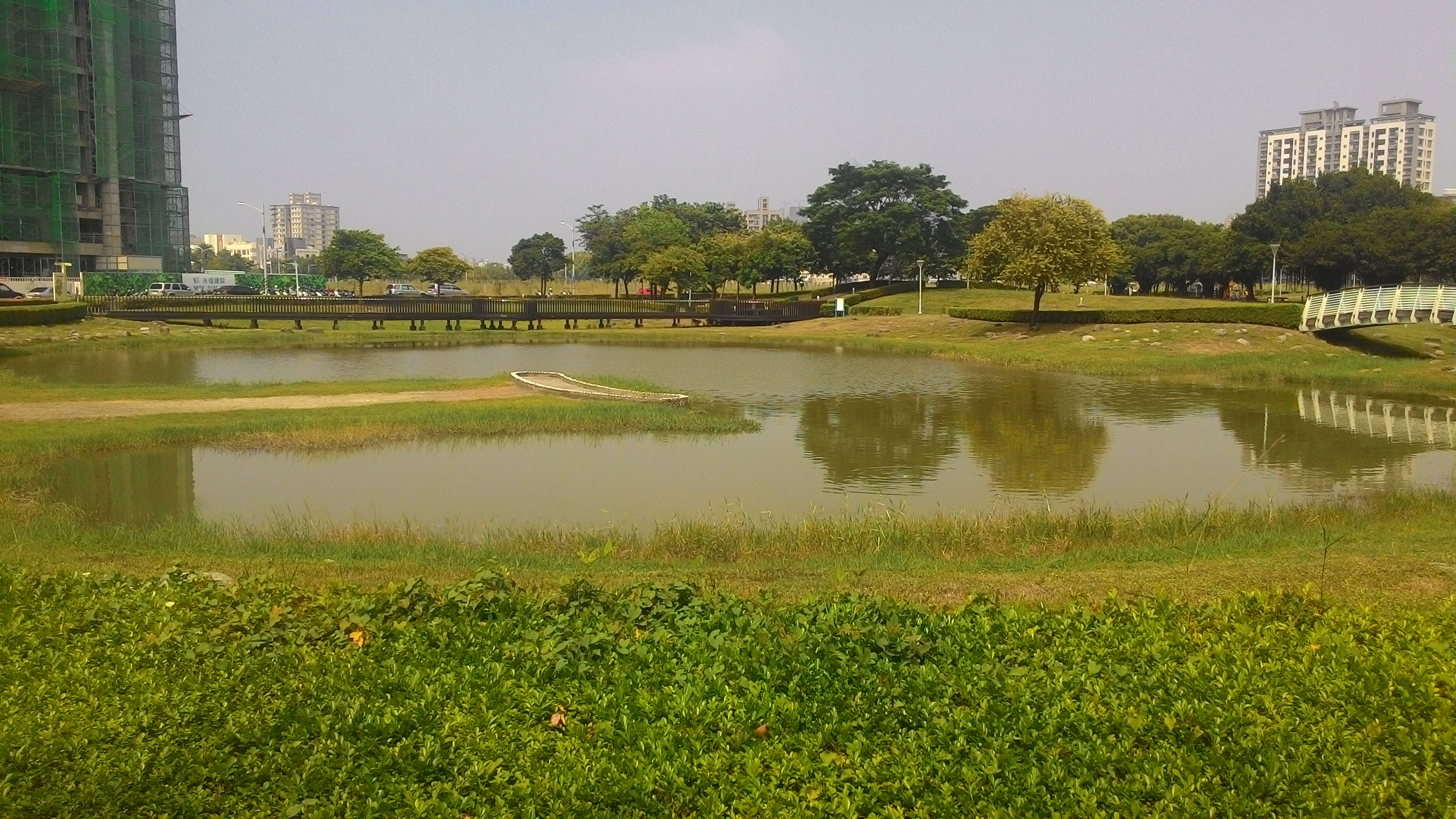
五甲公園

### 購物
- 家樂福五甲店
- 全聯鳳山五甲、鳳山五福、鳳山南和一、鳳山保南、鳳山保華店
- 小北百貨福誠、鳳甲南華店

### 餐飲
- 必勝客五甲店
- 達美樂五甲店
- 85度C五甲店
- 星巴克五甲門市
- 肯德基五甲餐廳
- 麥當勞五甲二餐廳
- 摩斯漢堡五甲二店
- 路易莎咖啡五甲門市

### 圖書館
- 高雄市立圖書館鳳山二館、中崙分館（保安里）

### 醫院
- 杏和醫院（页面存档备份，存于）

## 教育

### 高級中等學校
- 高雄市立福誠高級中學
- 高雄市私立正義高級中學

### 國民中學
- 高雄市立五甲國民中學
- 高雄市立福誠高級中等學校國中部
- 高雄市立鳳翔國民中學

### 國民小學
- 高雄市立正義國民小學
- 高雄市立五甲國民小學
- 高雄市立福誠國民小學
- 高雄市立五福國民小學
- 高雄市立南成國民小學
- 高雄市立鳳翔國民小學

## 政府機關
- 鳳山第二戶政事務所
- 鳳山第二衛生所
- 高雄市政府警察局鳳山分局
  - 五甲派出所
  - 南成派出所
- 高雄市政府消防局
  - 五甲分隊

### 腳註
1. 1 2 3  《臺灣堡圖》，臺灣總督府，1904年
2. ↑  《高雄縣鳳山市行政區域圖》，內政部，2005年11月
3. ↑  《高雄市前鎮區行政區域圖》，內政部，2007年8月
4. ↑  《新舊對照管轄便覽》，臺灣總督府

### 其他
- 《五甲龍成宮沿革》
- 走讀臺灣，鳳山市（页面存档备份，存于）
- 街頭巷尾－話鳳山老地名（页面存档备份，存于）
- 從地名瞭解臺灣歷史 政治大學臺灣史研究所戴寶村教授（页面存档备份，存于）
- 鳳邑傳奇在五甲[永久]